# Apollonios de Rhodes
Pour les articles homonymes, voir Apollonios.
Œuvres principales
- Argonautiques

Apollonios de Rhodes (en grec ancien : Ἀπολλώνιος, Alexandrie ou Naucratis, vers 295 – vers 215 av. J.-C.) est un poète épique grec du IIIe siècle av. J.-C., disciple de Callimaque et successeur de Zénodote au rang de directeur de la Bibliothèque d’Alexandrie.
Sa vie nous est connue grâce à deux types de documents, les textes alexandrins et les textes de l’époque romaine ou byzantine. Ces derniers documents procurent des informations plus amples sur la biographie d’Apollonios que les textes alexandrins. Ils comportent deux Vies anonymes, des passages de la Souda et un papyrus renfermant une liste des bibliothécaires d’Alexandrie.
L’œuvre d’Apollonios se compose principalement des Argonautiques, en quatre livres, qui est l’unique poème épique demeurant entre Homère et Nonnos, et de fragments de compositions en hexamètres sur la fondation des cités d’Alexandrie, Naucratis, Cnide, Rhodes et Caunos.

## Sa vie

### Jeunesse et apprentissage
Apollonios est né à Alexandrie ou Naucratis, sous le règne de Ptolémée Ier Sôter, vers 295 av. J.-C. Son père, qui faisait partie de la tribu ptolémaïque, se nommait Illée ou Sillée, et sa mère Rhodé. Il devient le disciple de Callimaque de Cyrène, qui lui donne des cours de poésie. Les leçons d'un maître si prestigieux entraîne l'épanouissement du talent du jeune Apollonios, qui a pu prendre son envol. Il n’est encore qu’un éphèbe, c'est-à-dire âgé de dix-huit à vingt ans quand il publie la première édition de son poème sur l’Expédition des Argonautes. La publication de cet écrit fait apparaître entre lui et son maître une querelle car le thème de cette longue épopée que sont les Argonautiques dérive peut-être des Aitia, œuvre de Callimaque, et calque et adapte le style, le lexique et les matériaux mythologiques de Callimaque. Ce dernier compose alors contre Apollonios un pamphlet dans lequel, le désignant sous le nom d’Ibis, grand oiseau très commun en Égypte qui s’alimente de serpents et de scorpions, il déverse sa haine envers Apollonios et prouve l’existence d’un conflit les opposant.
Nous ignorons si Callimaque a usé de la faveur dont il jouissait auprès de Ptolémée II Philadelphe pour expulser Apollonios. Ce qui est certain, c'est que ce dernier s'est retrouvé dans l’obligation de délaisser Alexandrie, peu après la publication de son poème. En effet, il doit à la suite de cette querelle avec Callimaque, en étant « vaincu et humilié », s’exiler à Rhodes.

### Exil à Rhodes
Apollonios a jeté son dévolu sur Rhodes pour nouveau domicile, qui est à cette époque un centre intellectuel recevant essentiellement des poètes venus de toutes les régions du monde hellénistique et de Rome. Parmi l’abondance de poètes rhodiens, c’est Apollonios qui est le plus connu. Il s’installe à Rhodes et en devient citoyen.
Il y fournit un enseignement en littérature et en grammaire et y ouvrit même une école de rhétorique.
Il remanie en profondeur son poème des Argonautiques et il est cette fois auréolé de succès, récompensant ses efforts. Cette seconde édition connaît un triomphe à Rhodes, mais aussi à Alexandrie. Les Rhodiens désignent alors Apollonios comme un de leurs concitoyens et le comblent d’honneurs. La reconnaissance dont Apollonios jouit alors lui fait prendre le surnom de "Rhodien".
Après avoir passé une partie de sa vie à Rhodes, on ne sait pas quelle est la durée de cet exil mais au vu de son activité diversifiée, des honneurs et succès qu’il a connus sur sa terre d'accueil et le titre de Rhodien qu’il affuble à son nom, on devine que cet exil a dû être assez long. Par la suite, Apollonios est convié à revenir à Alexandrie.

### Pleine maturité
Cette invitation à un retour à Alexandrie est faite afin qu’il jouisse parmi ses concitoyens d’origine de sa notoriété et des honneurs qu'on lui destinait.
À son retour à Alexandrie, à la suite de sa lecture de la nouvelle édition de son épopée, ses compatriotes le célèbrent et sa notoriété est désormais couronnée par le succès des Argonautiques ; des honneurs mérités arrivent sous peu.
Effectivement, la place distinguée de directeur de la Bibliothèque d’Alexandrie lui revient, il succède à Zénodote. Ce titre de bibliothécaire à Alexandrie indique la reconnaissance officielle qui est accordée par le pouvoir politique.
Il a également été le précepteur du futur Ptolémée III.
À sa mort il est enseveli près de Callimaque ; un moyen de lui faire partager jusqu'aux derniers honneurs alloués à son maître et vouloir estomper le souvenir de leur querelle.

## Son œuvre

### Ses écrits
De l’ensemble de l’œuvre d’Apollonios, qui comprend des ouvrages de philologie, des épigrammes et des poèmes dédiés à des fondations de villes, nous est seulement parvenue une épopée relatant le long voyage jusqu’en Colchide effectué par Jason et ses compagnons pour en rapporter la Toison d’or, que sont les Argonautiques datant des années 250-240.
Ce poème en quatre chants sur l’expédition et le retour des Argonautes est un thème traditionnel, appartenant au cycle homérique.  Les Argonautiques seront longuement commentés et souvent lus à Rome. Les principaux épisodes en sont la construction du navire Argo, les adieux de Jason, l'enlèvement d'Hylas par une nymphe, le combat du ceste entre le roi Amycos et Pollux, le passage des Symplégades, l'éveil de l'amour de Médée, la victoire de Jason sur les taureaux d'airain et dans toutes les épreuves ordonnées par le roi Aiétès, père de Médée, la conquête de la Toison d'or, la fuite de Médée et le retour du navire Argo. 
Le fait que les Argonautiques aient été l’unique ouvrage conservé démontre l’importance que revêt ce poème. Outre celui-ci, Apollonios a donc écrit des ouvrages de philologie consacrés à Homère, Hésiode ou Archiloque et sa production poétique comprenait, en plus de cette épopée, des épigrammes, des compositions en hexamètres sur les fondations de villes comme Alexandrie, Naucratis, Cnide, Rhodes et Caunos, mais aussi une œuvre en choliambes dévouée à une ville du Delta, Canôbos, évoquant sans doute l'histoire de Canopos, le pilote de Ménélas, enterré à Canopus.

### Son style
À l’époque hellénistique, la poésie alexandrine voulut s’inscrire dans le prolongement d’Homère, généralement sans l’aborder de front, simplement par le sous-entendu, entretenant l’art des variantes sur un épisode connu, comme le fit Callimaque dans son Hécalè, ou à l’inverse avec l’objectif manifeste de répliquer à Homère comme le fit Apollonios dans ses Argonautiques.
Cette épopée, à la construction complexe et déroutante, apparaît à la fois comme un poème savant où transparaît la science philologique, géographique, ethnologique et même médicale d’Apollonios, et comme une tentative de rivaliser, cinq siècles plus tard, avec Homère.
L'œuvre brille par le soin du détail, par une connaissance des théories médicales les plus modernes qui soulignaient la fonction des nerfs dans la transmission des émotions se remarquant dans le tableau fait des souffrances de l’amour, par la clairvoyance de l'analyse psychologique, sans omettre l'exactitude et épisodiquement le charme des descriptions. La peinture de l'amour y est également originale, elle inspirera notamment à Virgile ses amours de Didon et à Racine celles de sa Phèdre. La langue de l'auteur est très travaillée et la versification exacte et pleine d'art.
L’époque hellénistique est aussi une période où une augmentation de la taille du livre s’effectue ; dorénavant, les livres auxquels l’on se référait étaient bien plus volumineux que ceux de l’époque antérieure. Forcément, cette évolution eut un impact sur la composition même des livres. On constate que les livres de l’épopée d’Apollonios sont quasiment trois fois plus longs qu’un livre d’Homère.

### Son héritage
Apollonios a connu un succès important, attesté notamment par les trouvailles papyrologiques et les imitations latines, comme les Argonautiques de Valérius Flaccus, qui prouvent que les Argonautiques sont une épopée marquante. On le voit encore par le fait que la production poétique transmise par les Byzantins ne consiste qu’en cinq textes que sont l’Alexandra de Lycophron, les Hymnes de Callimaque, la collection des poètes bucoliques, le recueil d’épigrammes recueillis dans l’Anthologie palatine et donc ce poème épique d’Apollonios.
Par ailleurs, Apollonios est célèbre pour la querelle, peut-être surestimée, qui l’aurait opposé à Callimaque, l’un tenant du poème long avec ses Argonautiques et l’autre du genre bref avec ses épigrammes. Cette querelle illustre la vitalité artistique d’une période où dominent les figures de Théocrite, de Posidippos et de Callimaque.
Il a en outre été le précurseur, avec son Traité sur Archiloque, de l’étude monographique d’un auteur, genre auquel Aristarque avait donné sa forme accomplie et qui allait s’imposer comme le modèle adopté par tous les exégètes de la littérature antique.
Il était considéré comme l'un des sept poètes de la Pléiade poétique.

#### Dictionnaire
- M. Sartre, A. Sartre-Fauriat et P. Brun (dir.), Dictionnaire du monde grec antique, Paris, Larousse, 2009.

#### Ouvrages généraux
- C. Grandjean et al., Le Monde hellénistique, Paris, A. Colin, 2008.
- Claire Préaux, Le Monde hellénistique : La Grèce et l'Orient de la mort d'Alexandre à la conquête romaine de la Grèce (323-146 avant J.-C.), t. 2, Paris, PUF, 2002.

#### Ouvrages spécialisés
- L. Canfora, Histoire de la littérature grecque à l'époque hellénistique, Paris, Éditions Desjonquères, 2004.
- E. Delage, Biographie d'Apollonios de Rhodes, Bordeaux, Feret, 1930.
- C. Jacob (dir.), Alexandrie IIIe siècle av. J.-C. Tous les savoirs du monde ou le rêve d’universalité des Ptolémées, Paris, Autrement, 1992.
- Guy Lachenaud, Scholies à Apollonios de Rhodes, éd. bilingue, Paris, Les Belles Lettres, coll. Fragments, trad. fr. & commentaires par Guy Lachenaud, 623 p., 2010  (ISBN 978-2251742083)
- Jacqueline de Romilly, Précis de littérature grecque, Paris, PUF, 1991.
- Suzanne Saïd, La Littérature grecque d'Alexandre à Justinien, Paris, PUF, 1990.
- Suzanne Saïd, Monique Trédé et Alain Le Boulluec, Histoire de la littérature grecque, Paris, Presses universitaires de France, coll. « Premier Cycle », 1997 (ISBN 2130482333 et 978-2130482338)
- (en) F. W. Walbank (dir.), The Cambridge Ancient History Volume VII Part I: The Hellenistic world, Londres, Cambridge University Press, 1984.

### Bases et notices d'autorité
- Ressources relatives à la littérature :   - The Encyclopedia of Science Fiction
  - Internet Speculative Fiction Database
- Ressources relatives aux beaux-arts :   - British Museum
  - Sandrart.net
- Ressource relative à la musique :   - Répertoire international des sources musicales
- Ressource relative au spectacle :   - Les Archives du spectacle
- Ressource relative à l'audiovisuel :   - IMDb
- Notices d'autorité :   - VIAF
  - ISNI
  - BnF (données)
  - IdRef
  - LCCN
  - GND
  - Italie
  - Japon
  - CiNii
  - Espagne
  - Pays-Bas
  - Pologne
  - Israël
  - NUKAT
  - Catalogne
  - Suède
  - Vatican
  - Australie
  - WorldCat
- Notices dans des dictionnaires ou encyclopédies généralistes :   - Britannica
  - Brockhaus
  - Den Store Danske Encyklopædi
  - Deutsche Biographie
  - Enciclopedia italiana
  - Gran Enciclopèdia Catalana
  - Hrvatska Enciklopedija
  - Internetowa encyklopedia PWN
  - Nationalencyklopedin
  - Proleksis enciklopedija
  - Store norske leksikon
  - Treccani
  - Universalis